# Phygadeuon quadriceps
Phygadeuon quadriceps là một loài tò vò trong họ Ichneumonidae.